# Tel Nimrod
Tel Nimrod (hebrejsky: תל נמרוד, arabsky: Tal Nimrud) je pahorek o nadmořské výšce - 237 metrů v severním Izraeli, v Bejtše'anském údolí.
Leží v zemědělsky intenzivně využívané krajině cca 5 kilometrů východně od města Bejt Še'an a 1 kilometr jižně od vesnice Ma'oz Chajim. Má podobu nevýrazného odlesněného návrší, které vystupuje z roviny Bejtše'anského údolí. Na severním úpatí se nachází pramen Ejn Nimrod (עין נמרוד). Na východní straně míjí pahorek lokální silnice 6688 do Kfar Ruppin. Na jihovýchod od Tel Nimrod se rozkládá pahorek Tel Pecha.